# Râul Borzontul Mic
Râul Borzontul Mic este un afluent al râului Mureș în Depresiunea Gheorghieni. 

## Hărți
- Harta Județul Harghita

1. ↑  Geographic Names Server, 11 iunie 2018